# Quiznos
Quiznos est une chaîne de restauration rapide spécialisée dans la fabrication de sandwichs de type sous-marins grillés. Au niveau nord-américain, elle occupait en 2005 la deuxième position des chaînes de ce genre en termes du nombre de franchises, dépassant Blimpie, une entreprise plus ancienne qui ne connaît pas une expansion aussi rapide. Bien qu'ayant un taux de croissance exceptionnel, elle est encore bien loin de la première position détenue par Subway depuis plusieurs années. 

## Franchises
La chaîne compte plus de 5 000 succursales localisées aux États-Unis, plus de 300 au Canada ainsi qu'une centaine d'autres réparties dans plus de 20 pays incluant le Royaume-Uni, l'Irlande, l'Islande, Aruba, les Îles Caïmans, le Costa Rica, Porto Rico, la Colombie, la Turquie, le Venezuela, la Corée du Sud, le Guatemala, le Salvador, Guam et Panama. Des tentatives pour implanter la chaîne en Australie et en Nouvelle-Zélande sont restées infructueuses.

## Sandwichs
Même si Quiznos n'est pas la première chaîne à avoir introduit le sandwich grillé, le succès qu'elle a eu en le faisant a porté les autres chaînes à la suivre : Subway depuis 2004, Boston Market depuis 2005 et Blimpie depuis 2006.